# Muaku
Muaku est une localité du Cameroun située dans le département du Koupé-Manengouba et la Région du Sud-Ouest. Elle fait partie de la commune de Bangem.

## Population
Lors du recensement de 2005, la localité comptait 148 habitants.

## Environnement
Le Muséum national d'histoire naturelle (Paris) détient plusieurs spécimens de plantes collectées à Muaku par Jean-François Villiers, telles que Liparis nervosa, Polystachya calluniflora, Polystachya tessellata.

## Personnalités nées à Muaku
- Philip Ngwese Ngole (1963), homme politique